# Saint-Pouange
Saint-Pouange est une commune française située dans le département de l'Aube en région Grand Est.

## Géographie
| Laines-aux-Bois | Saint-Germain | Saint-Léger-près-Troyes |
| Souligny        | Saint-Pouange | Moussey                 |
| Bouilly         | Roncenay      | Villemereuil            |

Sur le cadastre de 1839 se trouve cité : le Beau, la Bertauche, Blancs-Fossés, Bleuse, Borde, le Châteier, le Chênoy, Coloterie, les Etangs Neuf, Petit et Grand, les fermes Rouge Grosse et Neuve, le Gros-Gagnage, la Maison-Brulée, Maladière, la Motte aux Bertins, Neuville, Pagneux, Palu, Richbourg, Sommart, Souleaux et Toupon.

### Toponymie
Le village perpetue le nom de Potamius, saint de l'Église champenoise mort au VIe siècle.

### Hydrographie
La commune est dans la région hydrographique « la Seine de sa source au confluent de l'Oise (exclu) » au sein du bassin Seine-Normandie. Elle est drainée par la Hurande, le Triffoire, le Fossé 01 de la Pièce Su Saint-Esprit, le Fossé 01 du Moulin de Palud, la Fosse Centrale, le ruisseau de l'Étang Neuf, le ruisseau de Richebourg et le ruisseau de Sommard,.

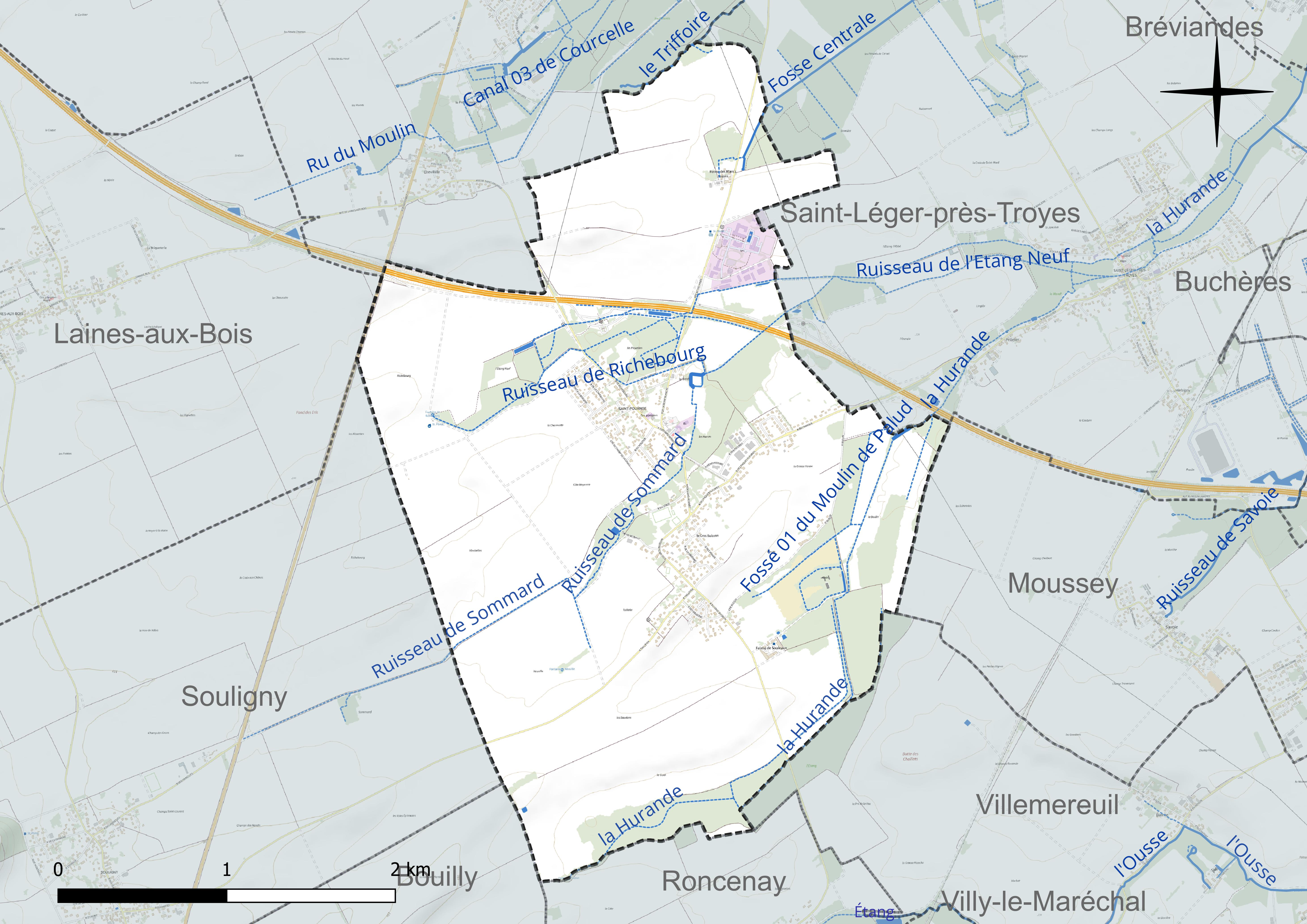
Réseau hydrographique de Saint-Pouange.

### Climat
Pour des articles plus généraux, voir Climat du Grand Est et Climat de l'Aube.
En 2010, le climat de la commune est de type climat océanique dégradé des plaines du Centre et du Nord, selon une étude du Centre national de la recherche scientifique s'appuyant sur une série de données couvrant la période 1971-2000. En 2020, Météo-France publie une typologie des climats de la France métropolitaine dans laquelle la commune est exposée à un climat océanique altéré et est dans la région climatique  Lorraine, plateau de Langres, Morvan, caractérisée par un hiver rude (1,5 °C), des vents modérés et des brouillards fréquents en automne et hiver. 
Pour la période 1971-2000, la température annuelle moyenne est de 10,5 °C, avec une amplitude thermique annuelle de 15,6 °C. Le cumul annuel moyen de précipitations est de 723 mm, avec 11,5 jours de précipitations en janvier et 7,9 jours en juillet. Pour la période 1991-2020, la température moyenne annuelle observée sur la station météorologique installée sur la commune est de 11,5 °C et le cumul annuel moyen de précipitations est de 707,5 mm. 
La température maximale relevée sur cette station est de 42,2 °C, atteinte le 24 juillet 2019 ; la température minimale est de −21 °C, atteinte le 9 janvier 1985,,. 
| Mois                                  | jan.            | fév.             | mars           | avril           | mai           | juin           | jui.          | août         | sep.            | oct.            | nov.             | déc.             | année     |
| ------------------------------------- | --------------- | ---------------- | -------------- | --------------- | ------------- | -------------- | ------------- | ------------ | --------------- | --------------- | ---------------- | ---------------- | --------- |
| Température minimale moyenne (°C)     | 0,6             | 0,5              | 2,3            | 4,4             | 8,2           | 11,4           | 13,4          | 13,2         | 9,8             | 7,2             | 3,6              | 1,4              | 6,3       |
| Température moyenne (°C)              | 3,7             | 4,5              | 7,6            | 10,4            | 14,4          | 17,9           | 20,2          | 20           | 16              | 12,1            | 7,2              | 4,4              | 11,5      |
| Température maximale moyenne (°C)     | 6,9             | 8,5              | 12,9           | 16,5            | 20,6          | 24,3           | 27            | 26,8         | 22,3            | 16,9            | 10,8             | 7,4              | 16,7      |
| Record de froid (°C) date du record   | −21 09.01.1985  | −18,7 26.02.1986 | −14,8 01.03.05 | −7,7 09.04.1973 | −2 01.05.1984 | 0,7 05.06.1991 | 4 17.07.1980  | 2 28.08.1974 | −0,5 21.09.1978 | −5,1 20.10.1972 | −11,3 24.11.1998 | −17,8 31.12.1985 | −21 1985  |
| Record de chaleur (°C) date du record | 16,6 05.01.1999 | 21,9 27.02.19    | 24,5 16.03.12  | 29,5 20.04.18   | 34,5 28.05.17 | 38,4 26.06.19  | 42,2 24.07.19 | 41 08.08.03  | 36,3 14.09.20   | 29,6 01.10.1985 | 23,8 08.11.15    | 18,7 16.12.1989  | 42,2 2019 |
| Précipitations (mm)                   | 57,6            | 50,8             | 49,6           | 53,6            | 67,4          | 57,8           | 55,7          | 58,3         | 55,1            | 69,5            | 64,1             | 68               | 707,5     |

| Diagramme climatique                                  |            |             |             |             |              |            |              |             |             |             |          |
| J                                                     | F          | M           | A           | M           | J            | J          | A            | S           | O           | N           | D        |
| 6,90,657,6                                            | 8,50,550,8 | 12,92,349,6 | 16,54,453,6 | 20,68,267,4 | 24,311,457,8 | 2713,455,7 | 26,813,258,3 | 22,39,855,1 | 16,97,269,5 | 10,83,664,1 | 7,41,468 |
| Moyennes : • Temp. maxi et mini °C • Précipitation mm |            |             |             |             |              |            |              |             |             |             |          |

Les paramètres climatiques de la commune ont été estimés pour le milieu du siècle (2041-2070) selon différents scénarios d'émission de gaz à effet de serre à partir des nouvelles projections climatiques de référence DRIAS-2020. Ils sont consultables sur un site dédié publié par Météo-France en novembre 2022.

## Urbanisme

### Typologie
Au 1er janvier 2024, Saint-Pouange est catégorisée bourg rural, selon la nouvelle grille communale de densité à 7 niveaux définie par l'Insee en 2022.
Elle est située hors unité urbaine. Par ailleurs la commune fait partie de l'aire d'attraction de Troyes, dont elle est une commune de la couronne,. Cette aire, qui regroupe 209 communes, est catégorisée dans les aires de 200 000 à moins de 700 000 habitants,.

### Occupation des sols
L'occupation des sols de la commune, telle qu'elle ressort de la base de données européenne d’occupation biophysique des sols Corine Land Cover (CLC), est marquée par l'importance des territoires agricoles (74,9 % en 2018), en diminution par rapport à 1990 (76,2 %). La répartition détaillée en 2018 est la suivante : 
terres arables (70,6 %), forêts (17,6 %), zones urbanisées (7,6 %), zones agricoles hétérogènes (4,3 %). L'évolution de l’occupation des sols de la commune et de ses infrastructures peut être observée sur les différentes représentations cartographiques du territoire : la carte de Cassini (XVIIIe siècle), la carte d'état-major (1820-1866) et les cartes ou photos aériennes de l'IGN pour la période actuelle (1950 à aujourd'hui).

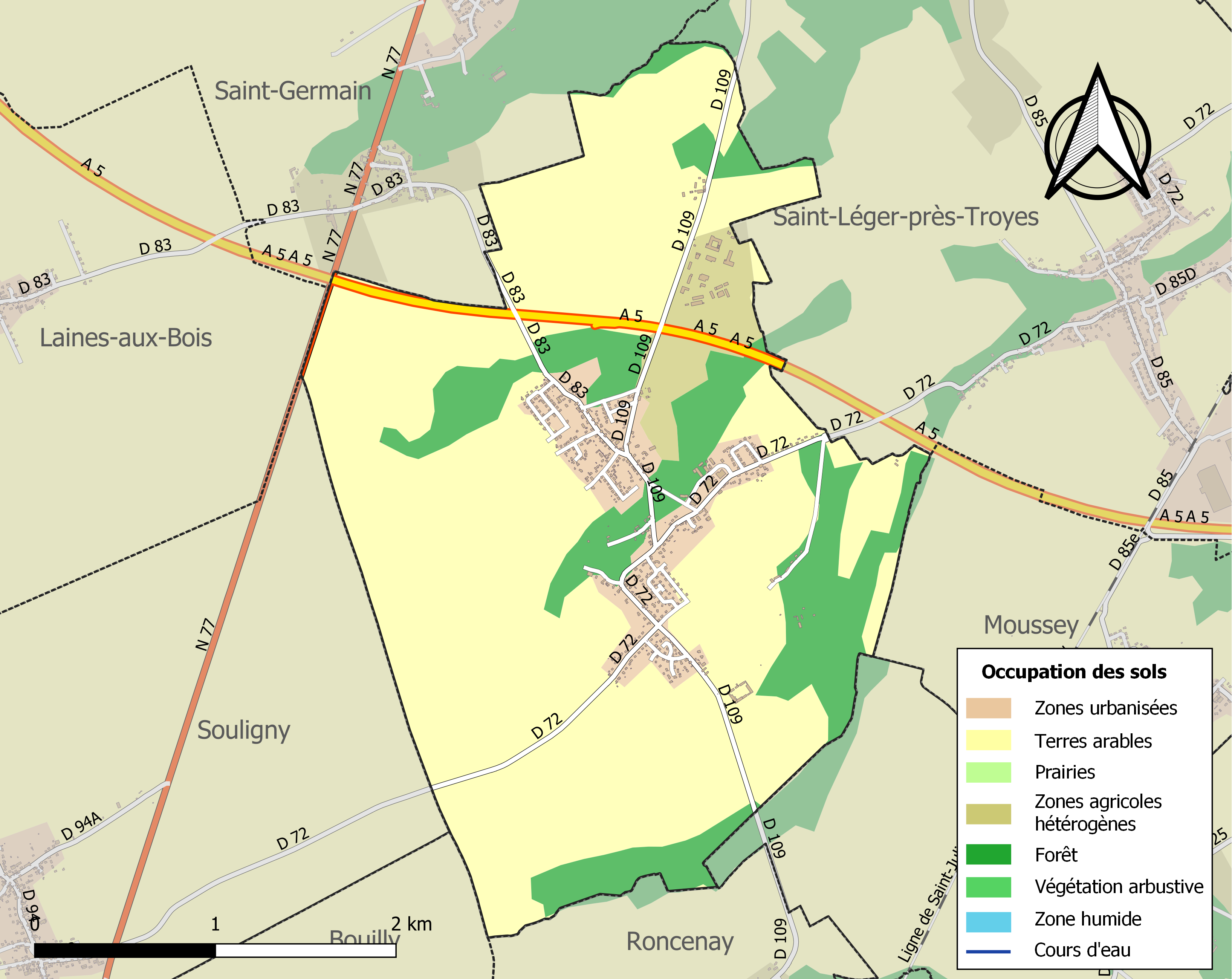
Carte des infrastructures et de l'occupation des sols de la commune en 2018 (CLC).

## Histoire[13]
C’est l’histoire de la famille pouange qui était roi et reine de la ville pouange. Le roi et la reine de la ville avait une fille: Louise. Elle fera tous sont possible pour protéger cet ville… 

### Souleaux
Ancien hameau connu dès 1290 et qui possédait soixante feux. En 1610, Bonnaventure Coyn avait acquis une maison, grange, jardin et verger, entourez de foussez. qui le vendit à Jean de Mesgrigny. Famille influente et Jacques-Louis, seigneur de Saint-Pouange le reçut de son oncle Jean en 1691. Un important château existait en 1771 avec jardin à la française qui passait en la famille Le Vert en 1768 puis à la famille Vernier. NIcolas-Jean-Baptiste Venrier, bourgeois de Troyes l'achetait pour 120 000 Livres le 14 novembre 1790.

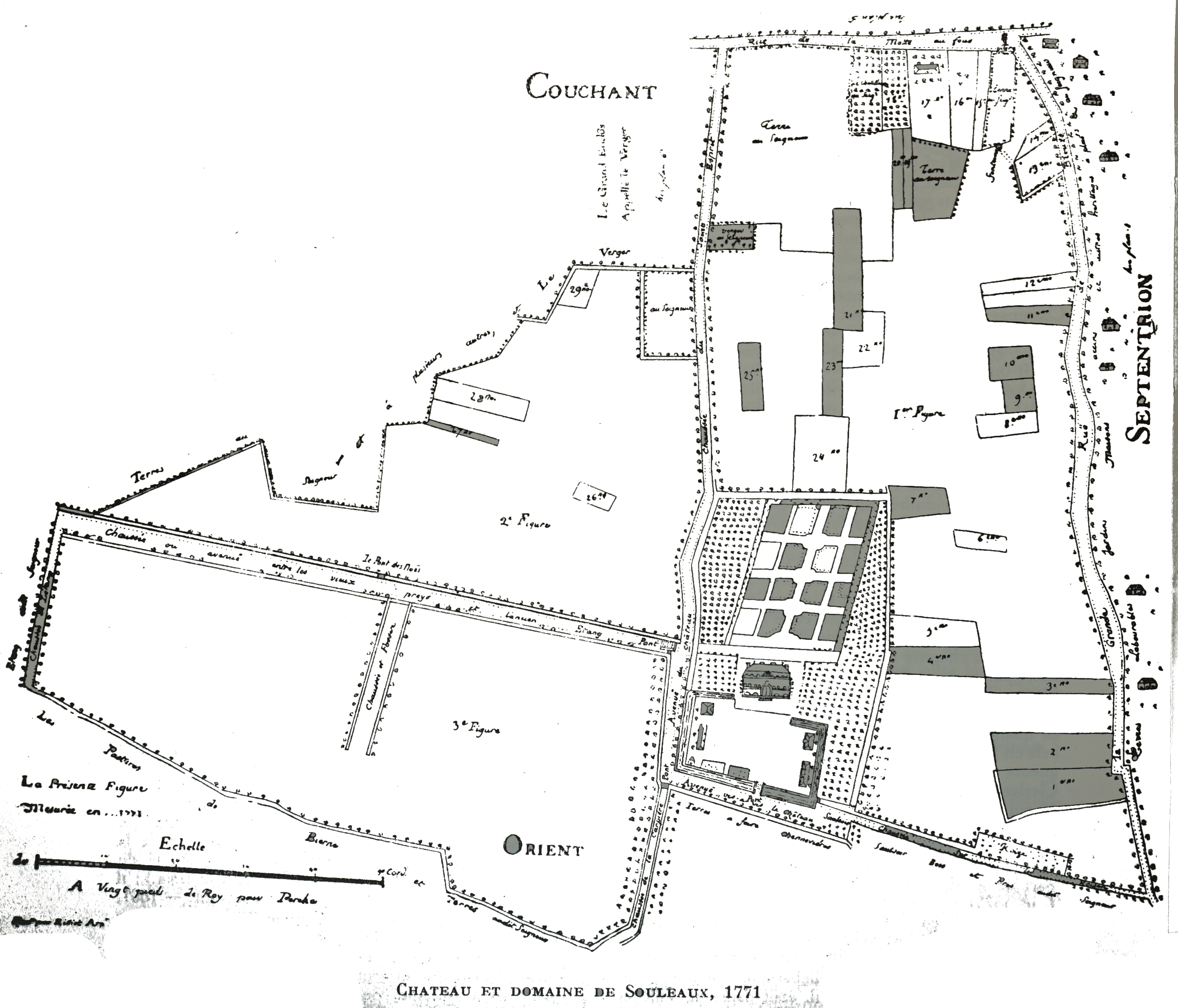
Le château au milieu du XVIIIe siècle.

## Politique et administration
| Période                                  | Période        | Identité                                         | Étiquette | Qualité       |
| ---------------------------------------- | -------------- | ------------------------------------------------ | --------- | ------------- |
| 1792                                     | 1793           | Léger Pierre                                     |           |               |
| 1793                                     | avant 1799     | Louis Debresse                                   |           |               |
| 1800                                     | 1825           | Pierre Ignace Provence                           |           |               |
| 1826                                     | 1831           | Louis Marie Joseph Febvre                        |           |               |
| 1832                                     | 1852           | Alphonse Vernier                                 |           |               |
| 1853                                     | 1865           | Nicolas Roblin                                   |           |               |
| 1865                                     | 1875           | Fernand Vernier                                  |           |               |
| 1875                                     | 1884           | Léger Favier                                     |           |               |
| 1884                                     | 1892           | Alexis Cuisin                                    |           |               |
| 1892                                     | 1899           | Jules Adam                                       |           |               |
| 1899                                     | 1904           | Léger Gautherin                                  |           |               |
| 1904                                     | septembre 1918 | Jules Adam                                       |           |               |
| septembre 1918                           | novembre 1919  | Prosper Jautru                                   |           |               |
| novembre 1919                            | 1926           | Marcel Bernet                                    |           |               |
| 1927                                     | 1933           | Arthur Gautherin                                 |           |               |
| 1933                                     | 1944           | Camille Godet                                    |           |               |
| 1944                                     | 1947           | Maxime Thoyer                                    |           |               |
| 1947                                     | après 1949     | Louis Chominot                                   |           |               |
| avant 1988                               | mars 2001      | Jean-Michel Hartmann                             | UDF       |               |
| mars 2001                                | 2008           | François Dufaut                                  |           |               |
| mars 2008                                | 2014           | Ahmed Douis                                      |           |               |
| mars 2014                                | En cours       | Olivier Duquesnoy Réélu pour le mandat 2020-2026 |           | Fonctionnaire |
| Les données manquantes sont à compléter. |                |                                                  |           |               |

## Démographie
L'évolution du nombre d'habitants est connue à travers les recensements de la population effectués dans la commune depuis 1793. Pour les communes de moins de 10 000 habitants, une enquête de recensement portant sur toute la population est réalisée tous les cinq ans, les populations de référence des années intermédiaires étant quant à elles estimées par interpolation ou extrapolation. Pour la commune, le premier recensement exhaustif entrant dans le cadre du nouveau dispositif a été réalisé en 2005.

En 2022, la commune comptait 1 000 habitants, en évolution de +10,38 % par rapport à 2016 (Aube : +0,7 %, France hors Mayotte : +2,11 %).
| 1793 | 1800 | 1806 | 1821 | 1831 | 1836 | 1841 | 1846 | 1851 |
| ---- | ---- | ---- | ---- | ---- | ---- | ---- | ---- | ---- |
| 192  | 182  | 191  | 191  | 213  | 231  | 240  | 228  | 220  |

| 1856 | 1861 | 1866 | 1872 | 1876 | 1881 | 1886 | 1891 | 1896 |
| ---- | ---- | ---- | ---- | ---- | ---- | ---- | ---- | ---- |
| 224  | 202  | 208  | 202  | 186  | 190  | 207  | 170  | 148  |

| 1901 | 1906 | 1911 | 1921 | 1926 | 1931 | 1936 | 1946 | 1954 |
| ---- | ---- | ---- | ---- | ---- | ---- | ---- | ---- | ---- |
| 154  | 160  | 143  | 147  | 133  | 148  | 159  | 182  | 151  |

| 1962 | 1968 | 1975 | 1982 | 1990 | 1999 | 2005 | 2006 | 2010 |
| ---- | ---- | ---- | ---- | ---- | ---- | ---- | ---- | ---- |
| 136  | 207  | 296  | 589  | 778  | 719  | 874  | 870  | 906  |

| 2015 | 2020 | 2022  | - | - | - | - | - | - |
| ---- | ---- | ----- | - | - | - | - | - | - |
| 905  | 972  | 1 000 | - | - | - | - | - | - |

## Personnalités liées à la commune
- Les Colbert-Chabanais.
- Édouard Herriot a vécu à St Pouange

## Lieux et monuments

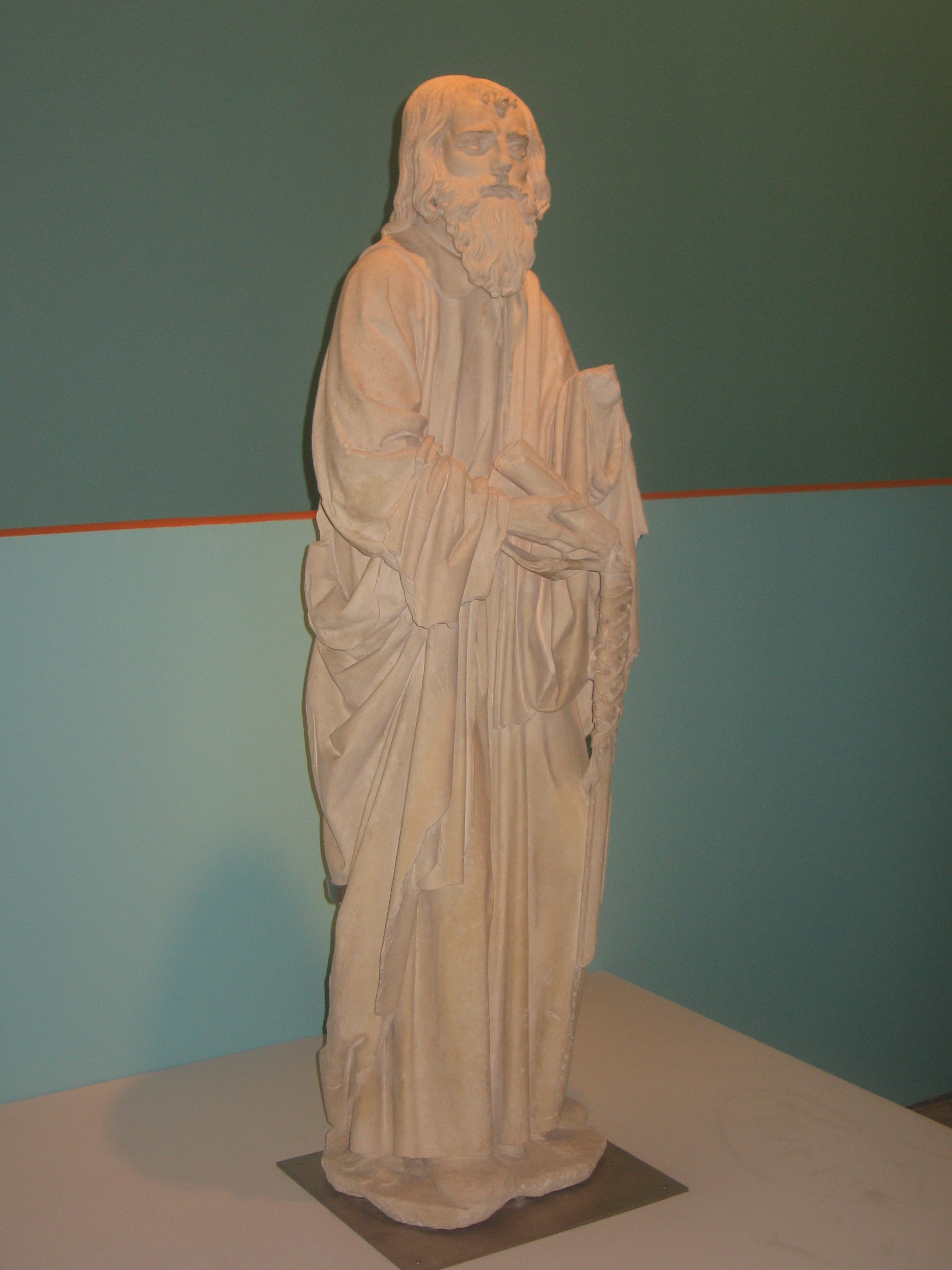
Paul et Pierre[19] de l'église
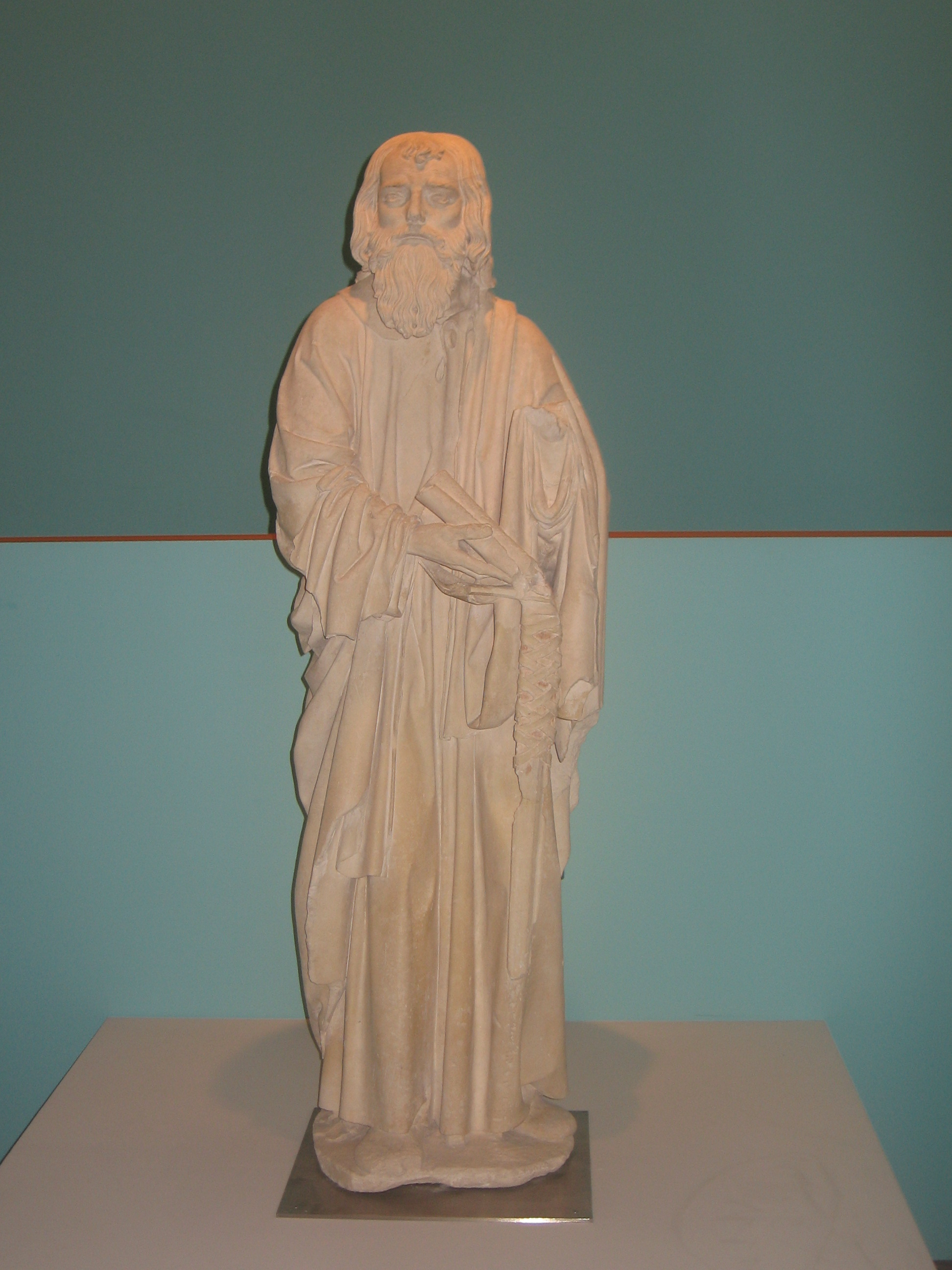
satues classées.

- Église Saint-Marc de Saint-Pouange. La paroisse du village relevait du Grand-Doyenné de Troyes, elle était, dans un premier temps à la présentation de l'abbé de Montier la Celle, puis à la collation de l'évêque. L'église était sous le vocable de Saint Pouange et de Saint Marc[20] comme secondaire ; ayant deux travées de la nef et l'abside à trois pans du XIIe siècle. Pour le reste elle est des XVe siècle et XIXe siècle. Elle a comme mobilier, les deux statues illustrées au-dessus, une statue de Pouange en abbé[21], la dalle funéraire de François de Mesgrigny[22] ayant pour inscription :" Ci git Messire François de Megrigny chevalier brigadier ingénieur des armées du roi, vicomte de Troyes et seigneur de Souleaux et de Saint Pouange et autres lieux décédé [...] 1723". Une statue de Marc[23] en calcaire et datant du XVIe siècle. Des verrières de la même époque dont une sur le thème de l'Adoration des Mages[24].